# 설염

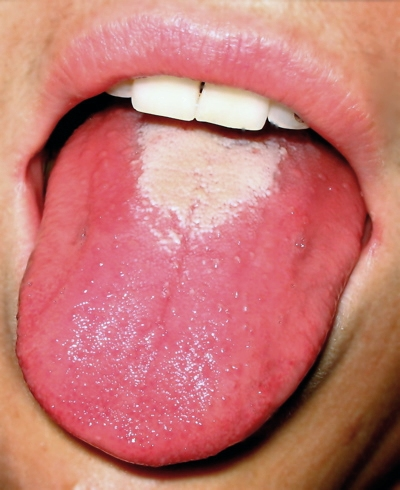

혀염, 설염, 혓바늘은 유두의 소실로 인해 혀의 표면에 염증이 나는 증상이다. 설염은 영양실조에 의해 보통 발병하며 통증이 없거나 불편함을 유발할 수 있다. 병인이 식별되어 올바르게 교정되는 경우 설염은 보통 치료에 잘 반응한다. 설염에 의해 발생되는 혀의 쓰림은 구강작열감증후군과는 차이가 있다.

## 유병률
전반적인 유병률은 지질학적 혀 기준 0.1–14.3%, 아토피 혀 기준 1.3–9.0%이다.